# Türingek

A türingek területei a Frank birodalom keleti határán

A türingek nyugati germán nép volt, amely a Türingiai-erdő, a Werra, Harz hegység és az Elba folyó között élt. A türingek népnév először a 4. század vége felé jelent meg.  Az 5. században a hunok uralma alá kerültek. A hun birodalom összeomlása után önálló királyságot hoztak létre. Első ismert királyuk Bisinus volt. Valószínűsíthető, hogy Birodalma délen a Majna folyón túli területeket is magában foglalta.
Történeti műveiben Tours-i Szent Gergely is említést tett a thoringokról, akik a Rajna bal partján éltek, közvetlenül a frankok szomszédságában. 531-ben az Unstrut folyó melletti utolsó csatában a  frank Merovingok legyőzték  őket Herminafried király uralkodása alatt.

## Fordítás
- Ez a szócikk részben vagy egészben  a   Thüringer című német Wikipédia-szócikk fordításán alapul.  Az eredeti cikk szerkesztőit annak laptörténete sorolja fel. Ez a jelzés csupán a megfogalmazás eredetét és a szerzői jogokat jelzi, nem szolgál a cikkben szereplő információk forrásmegjelöléseként.